# Декортикация (медицина)
Декортикация
- Удаление наружного слоя (коры) какого-либо органа или структуры, например, почки.
- Хирургическая операция, связанная с удалением сгустка крови и рубцовой ткани, которая образуется после кровотечения в грудной полости (гемоторакс).
- (также декапсуляция) Хирургическое удаление капсулы (оболочки) с какого-либо органа; например, снятие оболочки, которая окружает почку, или воспалительной оболочки, ограничивающей хронический абсцесс
- Функциональное выключение коры больших полушарий мозга. См. Вегетативное состояние